# Maisnil
Maisnil é uma comuna francesa na região administrativa de Altos da França, no departamento de Pas-de-Calais. Estende-se por uma área de 5,14 km². Em 2010 a comuna tinha 245 habitantes (densidade: 47,7 hab./km²).